# Charly-Sam Jallatte
Pour les articles homonymes, voir Jallatte.
Charly-Sam Jallatte, né le 10 septembre 1925 à Valence et mort le 11 février 2012 à Nîmes, est un médecin et résistant français.

## Biographie
Charles Sam Paul Jallatte est le frère de Jean Jallatte, résistant exécuté en 1944, et de Pierre Jallatte, futur industriel
iconoclaste.
Élève du lycée de garçons de Nîmes, il commence à être actif dans la résistance dès 1942, en distribuant des journaux clandestins et placardant des tracts sur les boîtes à lettres. Dès 1943, ayant pris le pseudonyme « André Martinet », il intègre le contre-espionnage, sans son frère. Il assure des liaisons avec le maquis de L'Estréchure. Le 23 mai 1944, il est arrêté en terrasse du café de Paris à Nîmes et torturé au siège de la Gestapo. Il réussit cependant à s’évader lors de son transfert. Déguisé en scout, il rejoint la Creuse ; là, il participe à de multiples actions, puis à la
libération de Guéret . En octobre 1944, il prend la tête du
service de renseignements de la subdivision militaire de Nîmes. Il
est démobilisé en décembre suivant.
Il reprend après-guerre des études de médecine. Il y rencontre sa femme, Denyse Landauer, qu’il épouse en 1948. Installé à Nîmes, il est aussi de 1969 à 1980 directeur du laboratoire de génétique de Tours.
Titulaire de la chaire de pathologie génitale à la faculté de médecine de Tours, il est considéré comme l’un des co-concepteurs du bébé éprouvette.
Revenu à Nîmes, il devient président des Bibliophiles de Nîmes et du Gard. Élu à l’Académie de Nîmes en 1992, il la préside en 2001.
En 2009, il prend encore part à un projet dirigé par Didier Lavrut dans le cadre du concours national de la résistance et de la déportation. Il meurt le 11 février 2012 à Nîmes. Il repose au cimetière protestant de Nîmes.

## Distinctions
- Chevalier de la Légion d'honneur[6]
- Croix du combattant volontaire de la Résistance
- Médaille de la déportation pour faits de Résistance
- Médaille de la France libérée